# 古市コータロー
古市コータロー（ふるいち コータロー、本名: 古市 耕太郎（ふるいち こうたろう）、1964年5月30日 - ）は、日本のミュージシャン、俳優。ザ・コレクターズ(THE COLLECTORS)のギター担当。あだ名は「コータローくん」、「リッケン刑事」。

## 概要
ザ・コレクターズのギタリストを務める。同バンドのボーカルである加藤ひさしと同様に、ブリティッシュ・ビート・ロックやブリティッシュ・サイケ・ロックを好み、自身の音楽性にもその影響が反映されている。
ザ・コレクターズだけでなく、テスコの楽器を演奏するエレキバンド「KOTARO AND THE BIZARRE MEN(コータロー&ザ・ビザールメン)」、浅田信一とのユニット「ANALOG MONKEYS」などでも活動し、ソロ活動も展開している。また一時期は自身のソロ・バンド「MURDER」としても活動していた。
2009年より加藤ひさしと共に出演するポッドキャスト「池袋交差点24時」を配信しており、現在では月間40万ダウンロードを記録している。2009年、2010年、2013年、2014年、2015年に、iTunes Store「iTunes Rewind」に選出された。

## 来歴
- 1986年
  - 9月 モッズ・バンドのTHE BIKE（元：エキセントリック・ジャム）で活動していた加藤ひさしらが中心となり結成した、ザ・コレクターズに加入。当時からギターを担当した。

- 1987年
  - 11月 ザ・コレクターズの1stアルバム『僕はコレクター』でメジャーデビュー。

- 1992年
  - 自身初となるソロ・アルバム『The many moods of KOTARO』をリリース。

- 1995年
  - 2枚目のソロアルバム『Mountain Top』をリリース。

- 2008年
  - 加藤ひさし、オカモト"MOBY"タクヤ(Scoobie Do)、キタシンイチ(The JFK)とテスコの楽器を演奏するエレキバンド、KOTARO AND THE BIZARRE MEN(コータロー・アンド・ザ・ビザールメン)を結成。ギターを担当。

- 2009年
  - 1月8日 加藤ひさしと共に、ポッドキャスト「池袋交差点24時」の配信を開始。
  - 12月 ポッドキャスト「池袋交差点24時」がiTunes Store「iTunes Rewind 2009」のポッドキャスト部門にて、ベスト25に選ばれる。以降2010年、2013年、2014年、2015年でも同部門に選ばれている。

- 2011年
  - 島田角栄監督作の映画「デストロイ ヴィシャス」に出演。
  - 11月 aikoのシングル「ずっと」のミュージック・ビデオに出演。

- 2012年
  - 島田角栄監督作の映画「冴え冴えてなほ滑稽な月」に出演。
  - 6月19日 加藤ひさしらと、SUNTORY「STONES BAR」のCMに出演。
  - 9月7日 ポッドキャスト「池袋交差点24時」が、P-Vine BOOKsにより書籍化。
  - 9月12日 KOTARO AND THE BIZARRE MENの1stアルバム『エレキの若旦那』をリリース。

- 2014年
  - 2013年に行われた仙台の野外ロックフェス「ARABAKI ROCK ROCK FEST.2013」に出演したことをきっかけに、加山雄三率いるインディーズのロックバンド「THE King ALL STARS」を結成した。メンバーは加山と古市の他に、キヨサク（上江洌清作）（MONGOL800）、佐藤タイジ（シアターブルック）、名越由貴夫（COPASS GRINDERZ）、ウエノコウジ（the HIATUS）、武藤昭平（勝手にしやがれ）、高野勲、山本健太、タブゾンビ（SOIL&"PIMP"SESSIONS）、スチャダラパー。
  - 11月26日、約20年振りのソロ・アルバム『Heartbreaker』をリリース。翌年1月に同アルバムのLPレコード盤も発売された。

- 2015年、2016年
  - 2015年に島田角栄監督作の映画「乱死怒町より愛を吐いて」、翌年には「PLAN6 CHANNEL9」に出演。

- 2017年
  - 島田角栄監督作の映画「ヴィヴィアン武装ジェット」に出演。
  - 9月7日、都内にて古着屋「DUST AND ROCKS」をオープン[5]。

- 2019年
  - 3月27日、4枚目のソロ・アルバム『東京』をリリース。CD盤とレコード盤が発売された。
  - 4月1日から、ドラマ番組「元町ロックンロールスウィンドル」に出演。

- 2021年
  - 島田角栄監督作の短編映画「定食屋が潰れた午後3時」で初主演。

- 2022年
  - 3月30日、5枚目のソロ・アルバム『Yesterday, Today & Tomorrow』をリリース。

- 2024年
  - 5月15日、6枚目のソロ・アルバム『Dance Dance Dance』をリリース。

## 人物
- 幼少期は東京都で暮らしていたが14歳の時点で両親を亡くし、以来岩手県北上市の親戚宅にて育てられた。[6]高等学校を途中で退学し、再び上京。ザ・コレクターズに加入しメジャー・デビューを果たした。ザ・コレクターズ加入前には後に代表的なジャパニーズ・ハードコアバンド（ジャパコア）となるTHE COMESに加入する可能性もあった。
- 専修大学北上高等学校時代 同級生であった声優の藤原啓治と『芸術バンド ピカソ』（キャッチフレーズは「お花のように」）という名のバンドを組んでおり、古市がギターで藤原がボーカルを担当していた。それぞれ音楽に役者（声優）と別の道を歩むことになったが、古市の著者やSNSに藤原啓治の名前やツーショット写真が度々登場するなど交流は続けており、古市も藤原と再びバンドをやりたいと語っていた。2020年に藤原が亡くなった時はTwitterで追悼メッセージを載せるとともに、かつてInstagramに載せた藤原とともに行った高校時代のライブの写真が話題になった。
- 一時期は、ピチカート・ファイヴのツアーにギタリストとして参加していた。
- 「NICK! NICK! NICK!」Tシャツなど、ザ・コレクターズのバンドTシャツを数多くデザインしている。
- 好きな食べ物としてラーメン[3]、カツ丼[3]、ハンバーガー[7]などを挙げている。ラーメンはかなり食べ尽くしてきたらしく、ザ・コレクターズのオンデマンド番組「Amazing Street」では、河原でラーメンを作る企画まで行われた。また吉野家が好きで、ライブのMCやポッドキャスト「池袋交差点24時」などで再三話を取り上げている。酒も好きで、本人のブログでは頻繁に池袋の「いつものやきとん屋」に寄って一杯飲んだことが書かれている。
- 東京ヤクルトスワローズファン。川崎憲次郎とも対談している。古市曰く「ヤクルト=Mod説」[8]。
- なぜかエレベーターを待つことが苦手である[3]。
- 身長187cm。
- 子供の頃、親の影響からレディーボーデンをよく食べていた。

## 使用機材

### ギター
- 生まれて初めて買ったエレキギターはグレコのSG型のSSモデル。中学1年生の時に手に入れたが、弾き始めたのは16歳頃である[9]。
- リッケンバッカーは3本所有している。2000年頃はブルーの#360を使用しており、近年はブラックの#330を使用していることが多い。本人曰くリッケンバッカーは「ローコードを弾いたときの鳴り」が最大の魅力であるという[9]。
- デビュー当時はフェンダー・ジャパンのジャズマスターを使用していた時期もあった[9]。
- ギブソンのES-335を使用することも多々あり、ライブ公演ではES-335を使用して、アンコール後にリッケンバッカーを使用するという流れがよくある。
- テスコの楽器を演奏するエレキバンド、KOTARO AND THE BIZARRE MENでの活動の際は、テスコのTG-64を使用している。
- 近年はレスポールも使用されている。

### ギター・アンプ
- デビュー当時はマーシャルや、ジャズコーラスを使っていた。当時はアンプに試行錯誤を繰り返しており、本人曰く「ばかみたいに」アンプに金を使ったという[9]。その後、リイシューされたVOXのAC-30を20年以上使用している。あるライブ・ツアー中にこのVOXが壊れて、慌ててDr.Zのプリスプリクションのコンボに代替したこともある[9]。
- 近年はまたマーシャルを利用しており、ザ・コレクターズ一度目の武道館ライブでも利用された。

### エフェクター
- Z.VexのスーパーハードオンやMaxonのOD-880、またVOXのワウペダルなどを利用している。利用しているエフェクターは比較的少ない[9]。

## ディスコグラフィ

### ソロ活動

#### アルバム
- The many moods of KOTARO (1992年7月21日)
- Mountain Top (1995年11月21日)
- Heartbreaker (2014年11月26日)
- 東京 (2019年3月27日)
- Yesterday, Today & Tomorrow (2022年3月30日)
- Dance Dance Dance (2024年5月15日)

#### シングル
- SMOKERS／夏の午後の向こう (2021年5月30日)
  - 7インチ・アナログ盤。高校時代に未完のまま残されていた曲を藤原の死を契機に古市が作り直し完成させたもの。作詞には「藤原啓治」の名前が入っている。
- 酔って候 (2023年5月30日)
  - 7インチ・アナログ盤。「酔って候」は柳ジョージ&レイニーウッドのカバー、カップリングの「きんぽうげ」は甲斐バンドのカバー。
- 子供たちの子供たちの子供たちへ (2023年5月30日)
  - 7インチ・アナログ盤。「子供たちの子供たちの子供たちへ」はピチカート・ファイヴのカバー、カップリングの「シャンプー」はアン・ルイスのカバー。
- 大切な人 (2023年5月30日)
  - 7インチ・アナログ盤。「大切な人」はSMILEのカバー、カップリングの「狼になりたい」は中島みゆきのカバー。

### KOTARO AND THE BIZARRE MEN

#### アルバム
- エレキの若旦那 (2012年9月12日)

#### シングル(配信限定)
- テスコの部屋/金髪のジェニー (2008年8月31日)

### その他

#### 選曲作品
- ピラニア通りのブルース (2017年12月20日)

### 映像作品
- CUTTING & CHORD WORK (2005年7月20日)
- “SWEET ROAD TO YOUTH”-A Documentary Film featuring KOTARO FURUICHI & THE COLLECTORS- (2014年9月3日)
- KOTARO FURUICHI SOLO DEBUT 30th ANNIVERSARY LIVE「お前のブルースを聴かせてくれ」at Billboard Live TOKYO on 15th October, 2022 (2023年5月30日)

## 出演

### 映画
- デストロイ ヴィシャス (2011年)
- 冴え冴えてなほ滑稽な月 (2012年)
- 乱死怒町より愛を吐いて (2015年)
- PLAN6 CHANNEL9 (2016年)
- ヴィヴィアン武装ジェット (2017年) - 森山役
- デコチン DECO-CHIN（2025年）[10]

### 短編映画
- 定食屋が潰れた午後3時 (2021年) - 主演

### テレビドラマ
- ひよっこ (2017年9月26日、NHK総合) - 片岡龍二役
- ひよっこ2 (2019年3月28日、NHK総合) - 片岡龍二役
- 元町ロックンロールスウィンドル (2019年、サンテレビ) - 木戸役
- 惑星スミスでネイキッドランチを (2021年、サンテレビ) - パオパオ役
- 稲妻ムービーマーケット (2023年、サンテレビ)

### ラジオ
- 池袋交差点24時 ラジオ版(2021年1月 - 2023年9月、ミュージックバード)

### CM
- SUNTORY「STONES BAR」(2012年)
- 広島修道大学 「これは、君の物語り」(2018年)

### OV
- 真・雀鬼11 奪われた死闘 片腕の代走屋

### PV
- aiko 「ずっと」 (2011年)

## 関連書籍

### 自身名義
- お前のブルースを聴かせてくれ (2014年9月3日 音楽と人)
  - 本人執筆の自伝。タワー・レコード限定発売。
- お前のブルースを聴かせてくれ 増補改訂版 (2022年3月30日 音楽と人)
  - 本人執筆の上記自伝に新たな撮り下ろしに加え、7年間の思いを語った完全版。タワー・レコード限定発売。同年3月13日のザ・コレクターズ武道館公演にて先行販売。なお先行販売分と一般販売分で表紙のデザインが異なる。

### 共作・その他
- 池袋交差点24時 (2012年9月24日 Pヴァイン・ブックス)
  - 加藤ひさし/古市コータロー名義。
- 14歳 (2013年3月15日 エムオン・エンタテインメント)
  - 著作は佐々木美夏。古市コータローのインタビューが掲載されている。
- 古市コータロー 〜東京〜 (2019年3月26日 音楽と人)
  - 自身初の写真集。撮影は川島小鳥、神藤剛。